# Hästholmssundet

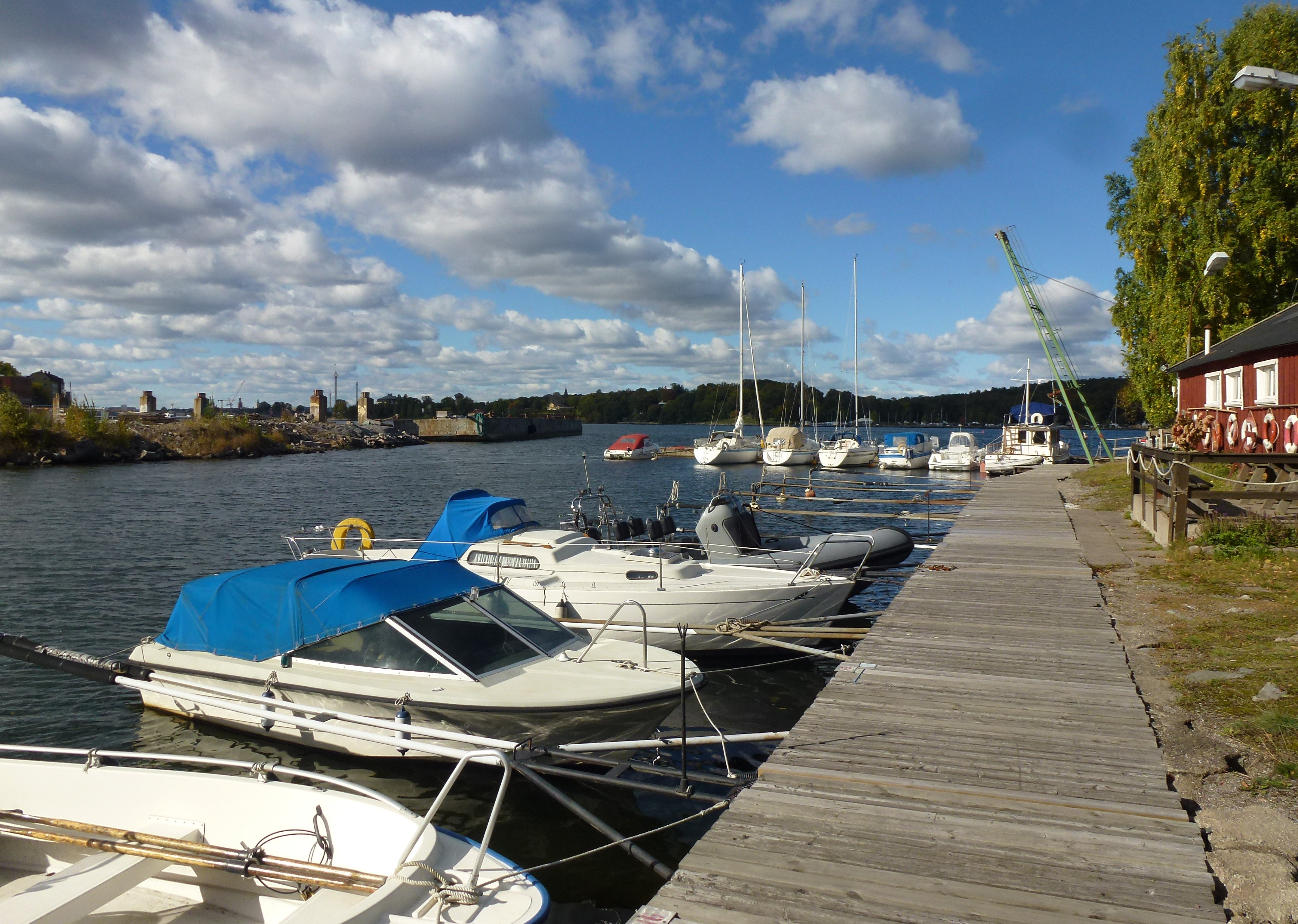
En rest av sundet vid Finnboda varv.

Hästholmssundet var ett sund mellan ön Hästholmen (numera Kvarnholmen) och Henriksdal nordost om Finnberget i Nacka kommun. Sundet fylldes igen i slutet av 1970-talet. Enligt ett detaljplaneprogram från år 2005 avser Nacka kommun att öppna Hästholmssundet med en kanal och återigen låta Kvarnholmen bli en ö.

## Historik

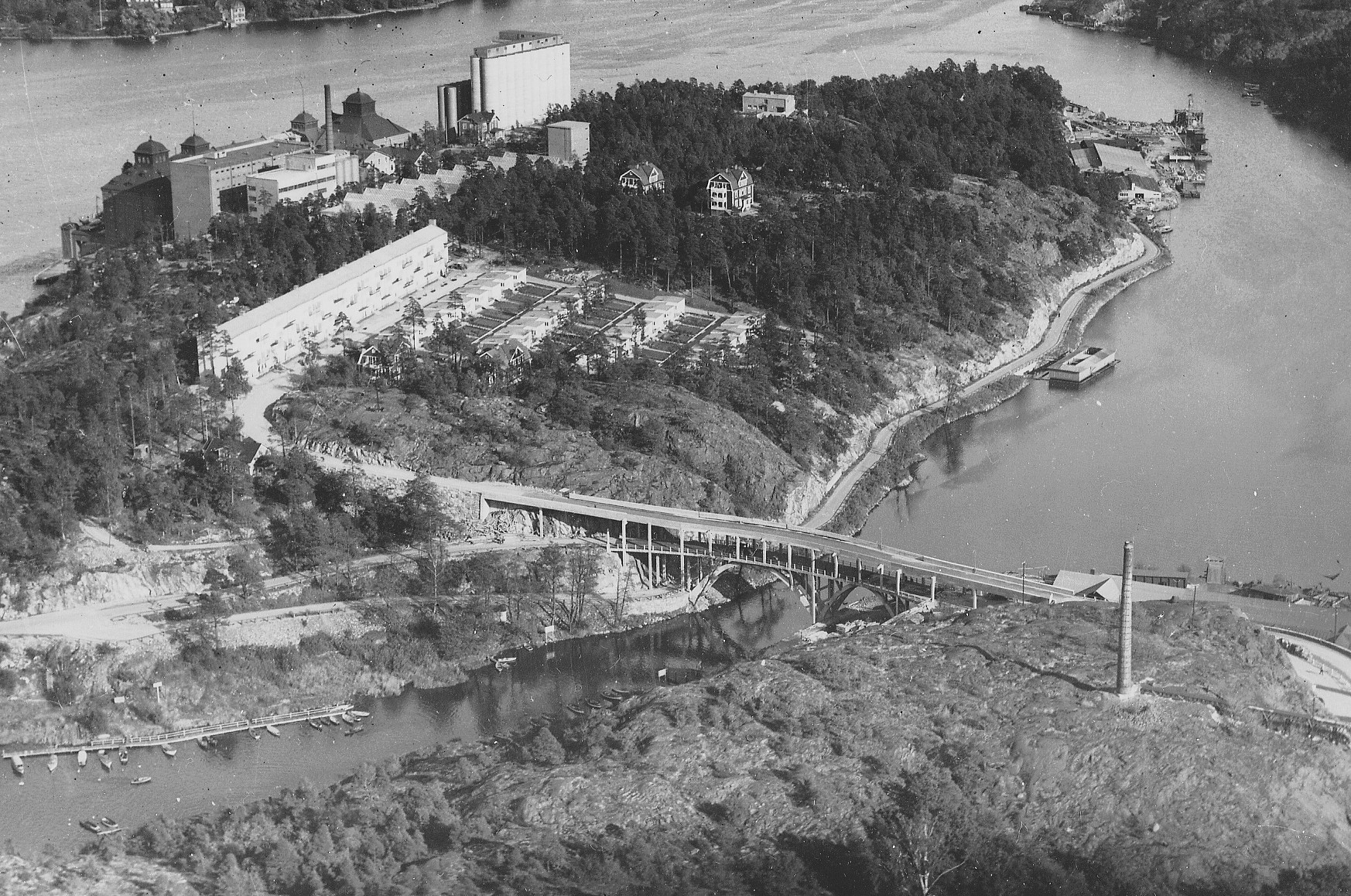
Hästholmssundet och Kvarnholmsbron 1932.

Kvarnholmen hette fram till 1930-talet Hästholmen och var en ö vars mark från 1800-talets slut började tas i anspråk för industribebyggelse, bland annat Kvarnen Tre Kronor. Ön avskildes från fastlandet genom Hästholmssundet som var en vattenväg mellan Stockholms inlopp och Svindersviken. 
Fram till 1923 fick alla transporter över Hästholmssundet tas med pråmar och en kättingfärja. År 1923 byggdes Kvarnholmsbron över sundet och pråmtransporterna till och från Stadsgården kunde därmed upphöra. Bron var privatägd och byggdes på uppdrag av Kooperativa Förbundet, som hade etablerat flera verksamheter på ön.
Redan på 1950-talet lades en bank i den södra delen av Hästholmssundet. Sundet fylldes igen helt under slutet av 1970-talet för att skapa säkra transporter för industrierna på holmen, bland annat en oljehamn vid Svindersvikens inlopp. Fyllnadsmassorna kom bland annat från den nybyggda Finnbergstunneln, som förbättrade kommunikationen till och från Kvarnholmen. Det nyvunna landområdet nyttjades av bland annat Finnboda varv och en oljehamn i Svindersviken. En liten rest av sundet är kvar i form av en vik strax öster om Finnboda varvsområdet. Här finns idag en småbåtshamn.

## Hästholmen och Hästholmssundet, historiska kartor

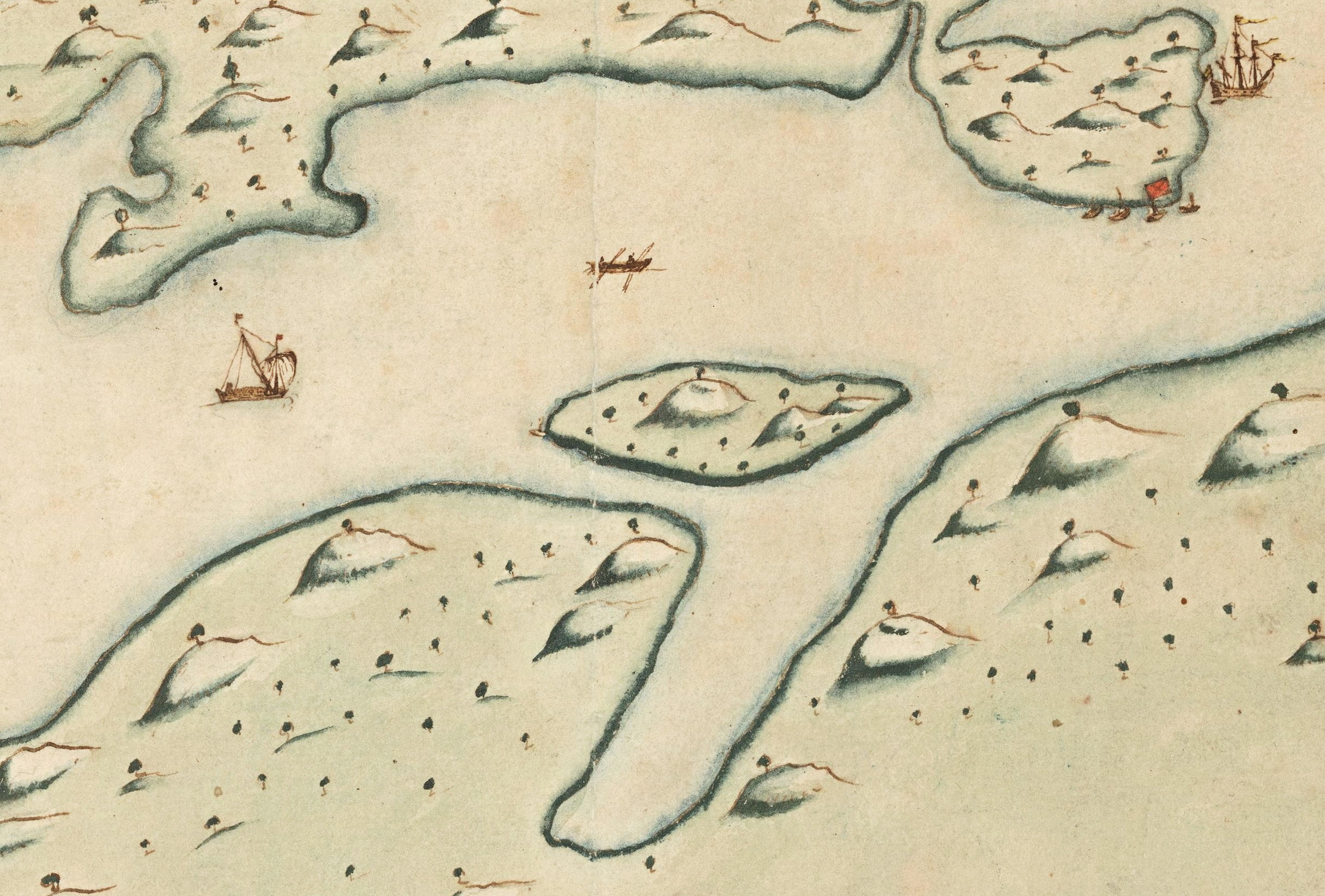
Svindersviken, Hästholmssundet och Hästholmen 1642
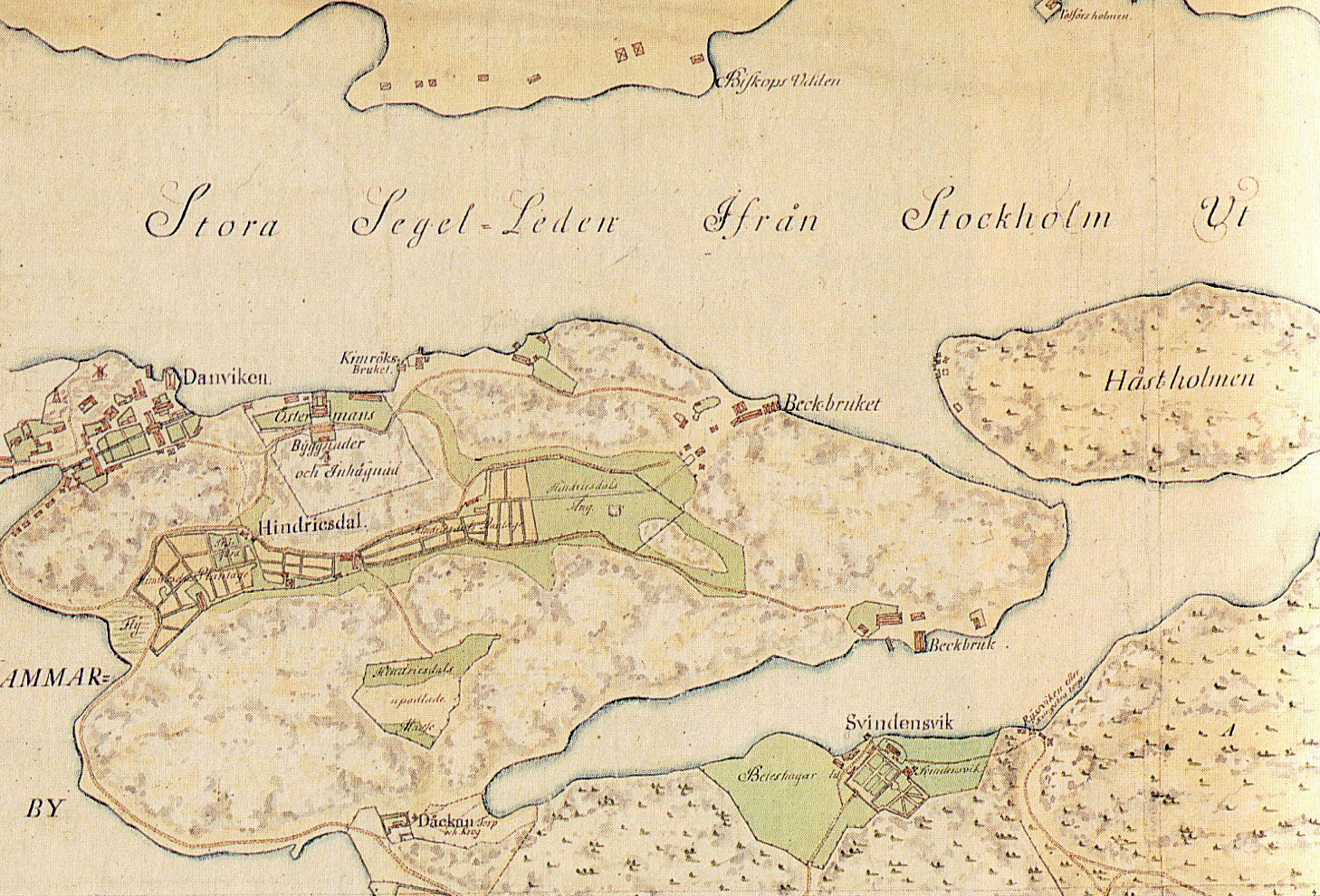
Svindersviken, Hästholmssundet och Hästholmen 1774
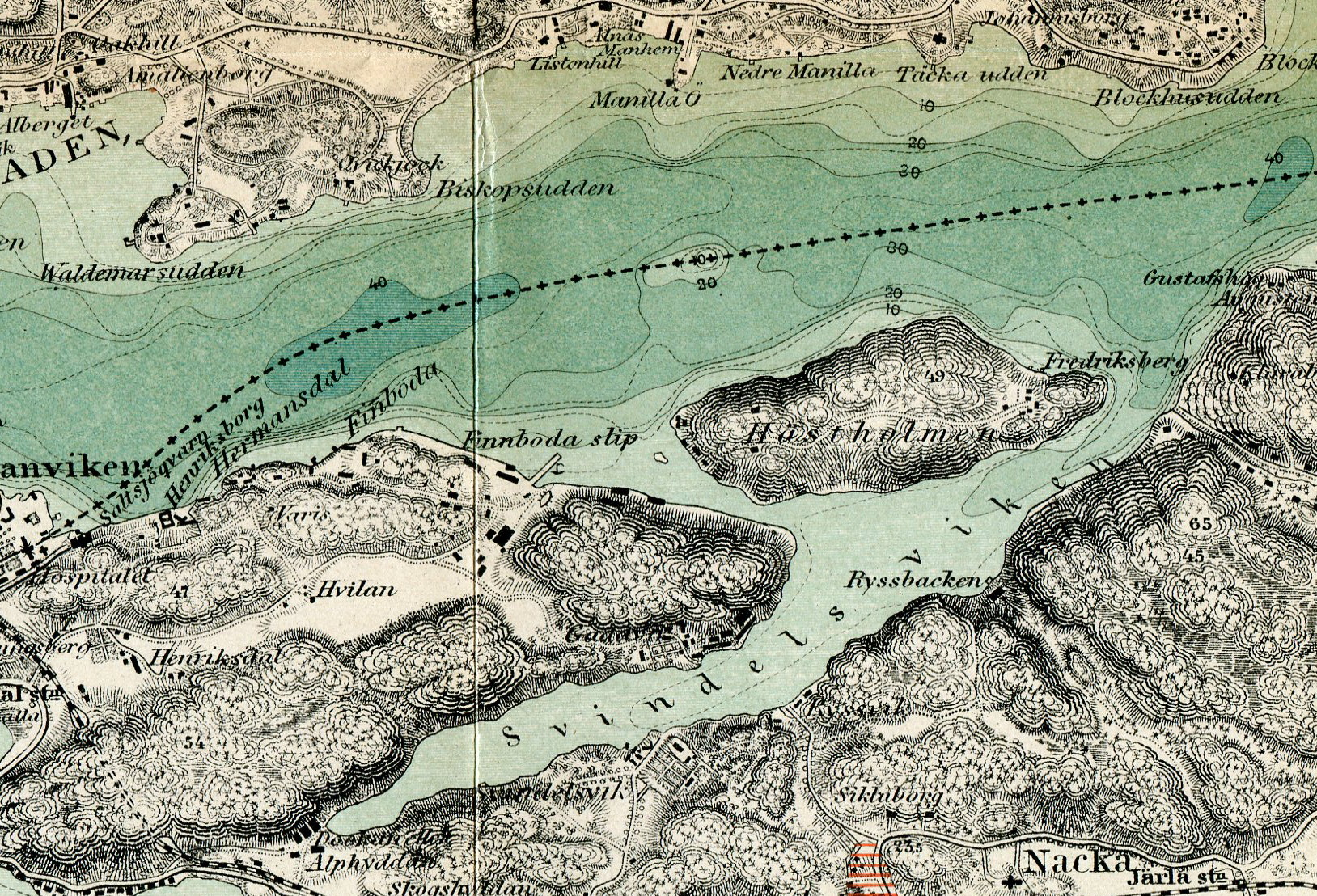
Svindersviken, Hästholmssundet och Hästholmen 1897
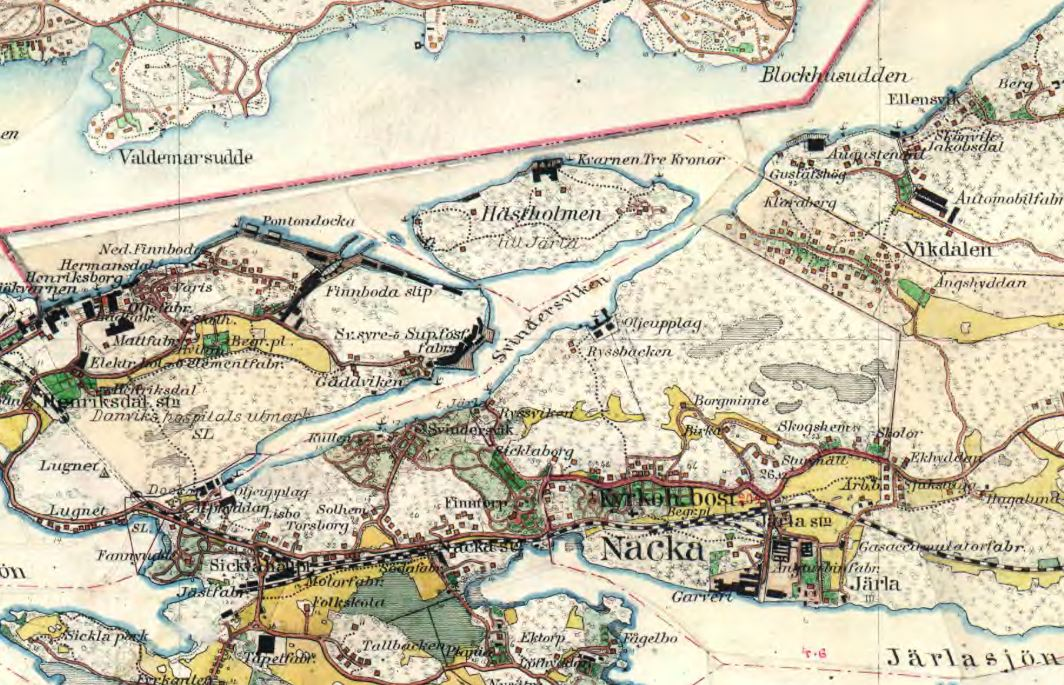
Svindersviken, Hästholmssundet  och Hästholmen 1901-1906

## Framtidsplaner
I ramen för Kvarnholmens omdaning presenterade Nacka kommun i maj 2005 ett ”Program för detaljplaner” omfattande Kvarnholmen, Hästholmssundet och Östra Gäddviken. Där föreslås bland annat att öppna upp Hästholmssundet med en kanal och återigen låta Kvarnholmen bli en ö. Två nya broar över det nyskapta sundet skall ha sådan fri höjd att passage av mindre motorbåtar tillåts. En strandpromenad med gång- och cykelvägar planeras på båda sidorna om sundet/kanalen. Längs kanalen, på Kvarnholmssidan,  föreslås ny bebyggelse med bostadshus.